# Xuân Thủy, Yên Lập
Xuân Thủy là một xã thuộc huyện Yên Lập, tỉnh Phú Thọ, Việt Nam.
Xã Xuân Thủy có diện tích 14,73 km², dân số năm 1999 là 3882 người, mật độ dân số đạt 264 người/km².